# Chris Foreman
Christopher John Foreman, detto Chris, noto anche con lo pseudonimo di Chrissy Boy (Londra, 8 agosto 1956), è un chitarrista britannico, membro del gruppo 2 tone ska Madness.